# 尚佩里
尚佩里（法語：Champéry，法語發音：[ʃɑ̃peʁi]）是瑞士瓦萊州的一个市镇，位於該國南部，面積38.88平方公里，海拔高度1,055米，2011年人口1,272，七成半人口信奉羅馬天主教，人口密度每平方公里33人。

## 外部連結
- Official site of the commune of Champéry （页面存档备份，存于）
- Official site of the "Office du Tourisme" （页面存档备份，存于）
- Snow conditions for skiing in Champéry